# Nassodonta
Nassodonta is een geslacht van weekdieren uit de klasse van de Gastropoda (slakken).

## Soorten
- Nassodonta annesleyi (W. H. Benson, 1860)
- Nassodonta insignis H. Adams, 1867

Niet geaccepteerde soorten:
- Nassodonta dorri (Wattebled, 1886) → Oligohalinophila dorri (Wattebled, 1886)
- Nassodonta gravelyi Preston, 1916 → Nassodonta annesleyi (W. H. Benson, 1860)